# Джабиев, Худаверди Салман оглы
Худаверди Салман оглы Джабиев (азерб. Xudaverdi Salman oğlu Cəbiyev; 1886, Биджо, Бакинская губерния — 3 июля 1975, там же) — советский азербайджанский агроном. Герой Социалистического Труда (1948).

## Биография
Родился в 1886 году в селе Биджо Шемахинского уезда Бакинской губернии (ныне Ахсуинский район Азербайджана).
Начал трудовую деятельность в 1932 году рядовым колхозником в колхозе имени Азизбекова Ахсуинского района, позже звеньевой и бригадир в этом же колхозе. В 1947 году получил высокий урожай пшеницы — 32,85 центнера с гектара на площади 8,5 гектаров. С 1965 года на пенсии.
Указом Президиума Верховного Совета СССР от 10 марта 1948 года, за получение высоких урожаев хлопка и пшеницы в 1947 году на поливных землях при выполнении колхозами обязательных поставок и контрактации по всем видам сельскохозяйственной продукции, натуроплаты за работы МТС в 1947 году и обеспеченности семенами всех культур для весеннего сева 1948 года, Джабиеву Худаверди Салман оглы присвоено звание Героя Социалистического Труда с вручением ордена Ленина и золотой медали «Серп и Молот».
Ушел из жизни 3 июля 1975 года в родном селе.